# Битва при Висамбуре

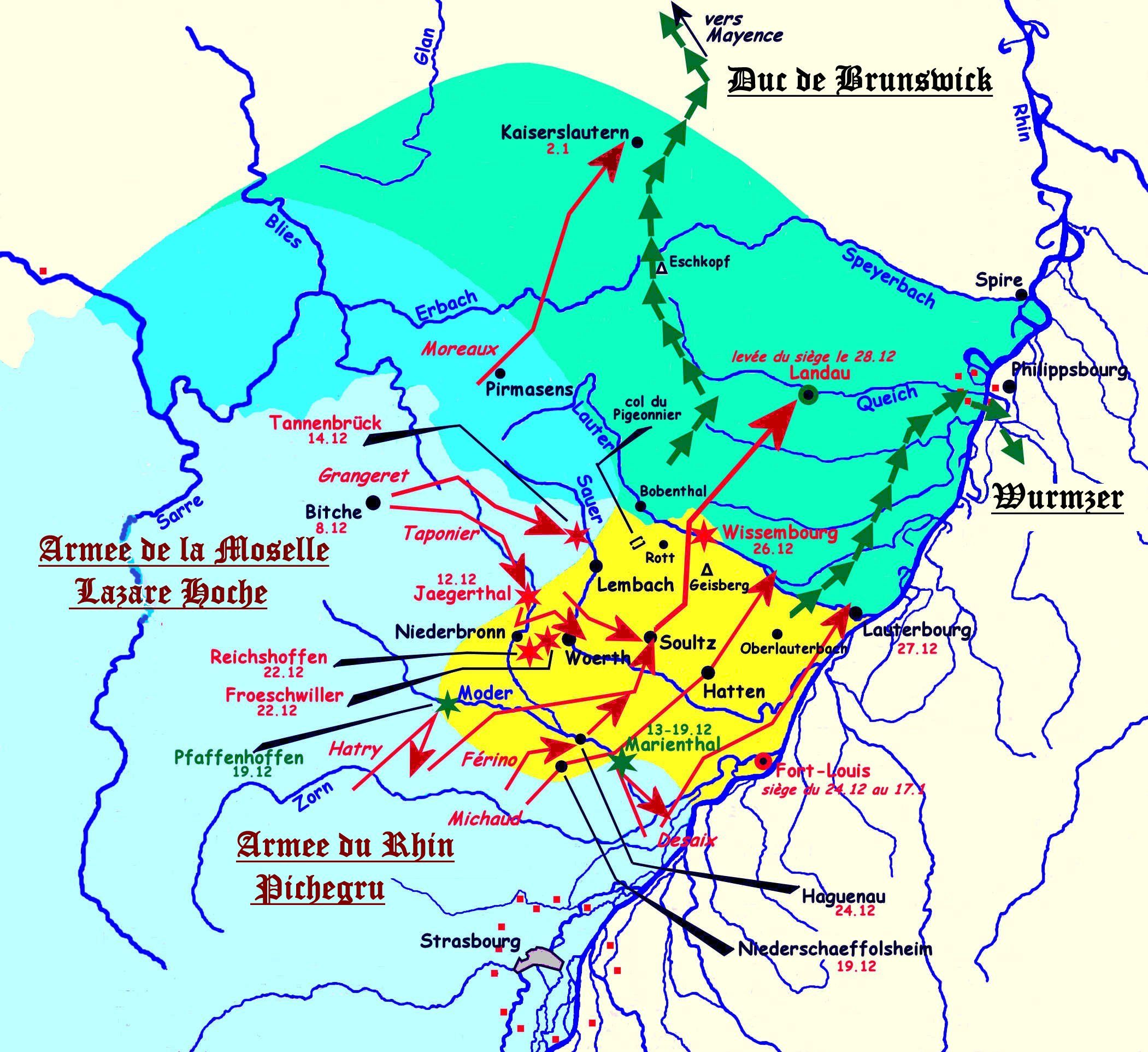
Битва при Висамбуре

Битва при Висамбуре (фр. Bataille de Wissembourg) — битва 26 — 29 декабря 1793 года при небольшом городке Висамбуре в Эльзасе, также известна как вторая битва при Висамбуре (в 1793 году) или битва при Гейсберге (по названию Гейсберг плато в горной местности Воге́з, недалеко от Висамбура, где союзные войска заняли позицию) в ходе Войны первой коалиции, ставшей частью Французских революционных войн.
Битва при Висамбуре является центральным эпизодом боёв за обладание линии Висамбура (фр. lignes de Wissembourg) и осады Ландау, в результате которых Эльзас был полностью освобожден республиканскими войсками и крепость Ландау деблокирована.
Название этой битвы выгравировано на северном столпе Триумфальной арки.

## Перед сражением
Линия Висамбура
В правление Людовика XIV Вобан создал систему укреплений, которая тянулась от перевала Пигонье (фр. col du Pigeonnier), самой высокой точки Вогез вблизи Висамбура, до Лотербура, вдоль правого берега реки Лаутер — это знаменитая линия Висамбура. Затем она была продолжена в 1706 году Вилларом, который добавил ещё одиннадцать миль укреплений и парапетов, с редутами по определённым интервалам, и дамбами, позволяющими затопить окружающий регион в случае опасности.
Осада Ландау
Осада Ландау началась 20 августа 1793; продолжительность сопротивления являлось исключительным в то время, но объяснялось тем, что 3 800 защитников крепости имели дело с блокадой, а не осадой. Так как осаждавшим прусским войскам не хватало осадных орудий, они пытались принудить защитников сдать город голодом. И действительно, к декабрю положение осаждённых было отчаянным. Население начинает поедать собак и кошек; всякое продовольствие продаётся на вес золота.
Прелюдия
В ноябре 1793 года австрийские войска под командованием генерал-фельдмаршала Дагоберта Вурмзера и пруссаки под командованием герцога Брауншвейгского планировали стать на зимние квартиры. Плохое состояние дорог, размытых ноябрьскими дождями, трудности доставки продовольствия и военных припасов, непогода и холодные ночи на бивуаках, не способствовали продолжению военных действий. Противостоящие им французские Рейнская и Мозельская армии под командованием генералов Пишегрю и Гоша, соответственно, начали наступление в надежде ослабить давление или полностью снять осаду крепости Ландау. В то время как Пишегрю противостоял австрийцам с юга, Гош безуспешно попытался оттеснить пруссаков от Кайзерслаутерна 28-30 ноября и вынужден был отступить. Причина заключалась в недостаточной сплочённости частей и соединений армии, а также в потере Гошем нескольких дней в бесполезных переходах, чем не замедлил воспользоваться противник.
Не отчаявшись от этой неудачи, Гош перегруппировал Мозельскую армию и, используя отвлекающие атаки, чтобы замаскировать фланговый обход, 22 декабря нанёс поражение австрийцам при Фрёшвиллере, взяв их редуты. Это заставило Вурмзера отступить к хорошо укреплённой линии Висамбура, с высотами плато Гейсберга в центре, высотами Ротта на правом фланге и Оберлаутербахом на левом. Со своей стороны, герцог Брауншвейгский установил артиллерию на холмах Бобенталя, а штаб-квартиру расположил у Пигонье, в пяти километрах от Висамбура.

## Ход сражения
24 декабря Гош был назначен главнокомандующим объединённых армий Рейна и Мозеля (фр. armées réunies du Rhin et de la Moselle). Гош был полон решимости отбросить австрийцев от Висамбура. Ввиду растянутости линий противника и сложности местности, 35 000 французских солдат под командованием Тапоньера и Атри были собраны в центре в кулак визави Висамбура и укреплений у плато Гейсберг, в то время как три дивизии армии Мозеля под командованием генерала Дезэ угрожали правому крылу союзников через ущелья Вогезов и две дивизии под командованием генерала Мишо наступали справа от Лотербура (фр. Lauterbourg). В качестве отвлекающего маневра, генерал Моро должен был наступать севернее на Кайзерслаутерн, а Пишегрю с юга по направлению Рейна. Помимо этого французы были полностью информированы о движениях противника, в то время как союзники двигались вслепую.
Перед началом сражения было получено известие о взятии Тулона, с ликованием воспринятое в войсках. «Как и наши собратья в Тулоне, — восклицали солдаты — не остановимся пока не освободим Ландау!» (фр. Puisque nos camarades ont été à Toulon, s’écrient les soldats, nous saurons bien parvenir jusqu’à Landau). Вечером, накануне битвы, Гош написал письмо генералу Алексису Тильер, в котором он говорит, что уверен в своей победе: «…я был встречен везде с криками: „Ландау будет свободен!“. Да, генерал, Ландау будет свободным. Дни досадной печали окончены. С такими солдатами, при полной поддержке сегодняшних властей и службы тылов, я должен победить или умереть…».
В то же время австрийские и прусские войска также планировали начать наступление. Утром 26 декабря около 4 000 австрийского авангарда начали занимать позиции перед замком Гейсберг на юго-западной окраине Висамбура. Именно в этот момент они попали под удар основных сил французов и в беспорядке стали отступать к хорошо укреплённым позициям у плато Гейсберг. Подходы у плато были защищены поваленными деревьями, рвами, частоколом, выше которой были установлены батареи пушек. Действия Дезэ и Мишо на флангах успешно сковали резервы австрийцев и отвлекли их от основного дела в центре позиции.
Преследуя неприятеля по пятам и, не желая дать противнику опомниться и перегруппироваться, Гош приказывает атаковать в центре. Под ураганным огнём противника французские колонны с возгласами «Ландау или смерть!» (фр. Landau ou la mort !) штыками разрезают австрийскую армию надвое. Три австрийских батальона смяты, линия обороны прорвана и защитники начинают спешно покидать палисады и разбегаться. Видя невозможность сдерживания наступающих французов, Вурмзер отдаёт приказ отступать к Висамбуру. В руки французов попала вся артиллерия, обоз и амуниция. Только подоспевшая свежая прусская дивизия с помощью восьми австрийских батальонов из резерва спасли австрийскую армию от полного разгрома и задержали наступление французской армии.
По получении известий о развитии успеха под Висамбуром, Сен-Жюст, представитель Конвента при армии Пишегрю, настоял на немедленном наступлении на Агно (фр. Haguenau), что в случае успеха могло отрезать пути отступления противника через Рейн. Но Пишегрю, раздосадованный назначением своего молодого соперника главнокомандующим, действовал довольно медленно на протяжении всего сражения. Несмотря на увещевания герцога Брауншвейгского, Вурмзер с остатками австрийской армии и корпус Конде (фр. la division Condé) отступают к Гермерсхайму (фр. Germersheim), где они пересекают Рейн у Филипсбурга (фр. Phillippsburg) вечером 30 декабря. Герцог Брауншвейгский, оставшись без австрийской поддержки, отступает на северо-восток и тоже переправляется через Рейн у Майнца в тот же день.

## Итог и значение
В результате победы при Висамбуре Эльзас был полностью освобожден республиканскими войсками и вторжение войск первой коалиции во Францию было остановлено. Появились признаки определённых разногласий между командующими прусской и австрийской армий вторжения. Оба командующих обвиняли друг друга в фиаско под Висамбуром. Канонада при Висамбуре для голодающих защитников Ландау провозгласила прибытие республиканских войск и 28 декабря осада Ландау была полностью снята.
В возникшей после победы полемике среди республиканцев о роли командующих, роль Гоша преуменьшалась или замалчивалась в пользу Пишегрю, о чём Гош горько сетовал в письмах военному министру Бушотту. Но несмотря на это, победа прочно утвердила генерала Гоша в качестве одного из восходящих полководцев республики, который подчеркивал революционный дух своих солдат как ключевой элемент победы. Французская армия начала приобретать важнейшие навыки и приёмы нового ведения войны, на основе боевого опыта начали создаваться новые войска, новая военная организация, новая школа военачальников и новые полководцы.